# Cénotaphe de Montaigne
Le cénotaphe de Montaigne est un monument funéraire réalisé vers 1593 en hommage à Michel de Montaigne.

## Présentation
En 1593, un an après la mort de Montaigne, son épouse Françoise de La Chassaigne passe commande d'un cénotaphe hommage à son époux défunt, vraisemblablement auprès de Pierre Prieur et Jacques Guillermain. Le cénotaphe comporte deux épitaphes, la première en latin consacre la sagesse et l'humanité dont a fait preuve Montaigne, la seconde en grec fait parler Montaigne lui-même, expliquant avoir regagné sa place au ciel, lui l'« enfant divin du ciel ». Le monument imposant par ses dimensions (2,33 m de long pour une hauteur de 1,58 m) représente un gisant de Montaigne en armure, un lion couché à ses pieds, rappelant l'origine noble du personnage. 
Ce cénotaphe, dans un premier temps établi dans le couvent des Feuillants, occupe en 1886, sur un projet de l'architecte Charles Durand, le hall central de la Faculté des Sciences et des Lettres, aujourd'hui musée d'Aquitaine. En 2016, le cénotaphe fait partie des collections du musée d'Aquitaine, sous le numéro d'inventaire 2015.0.1.
À l'automne 2016, le musée d'Aquitaine lance une campagne de financement participatif pour la restauration de ce monument intitulée « Cultivons l'humanisme » avec pour objectif de récolter auprès du public 25 % du coût de l'opération, soit 18 000 €. La campagne sera supportée par 258 mécènes qui verseront au total 22 283 €.  À la suite de cette restauration, le monument est de nouveau exposé dans les salles du musée d'Aquitaine à partir du 20 mars 2018.

Galerie
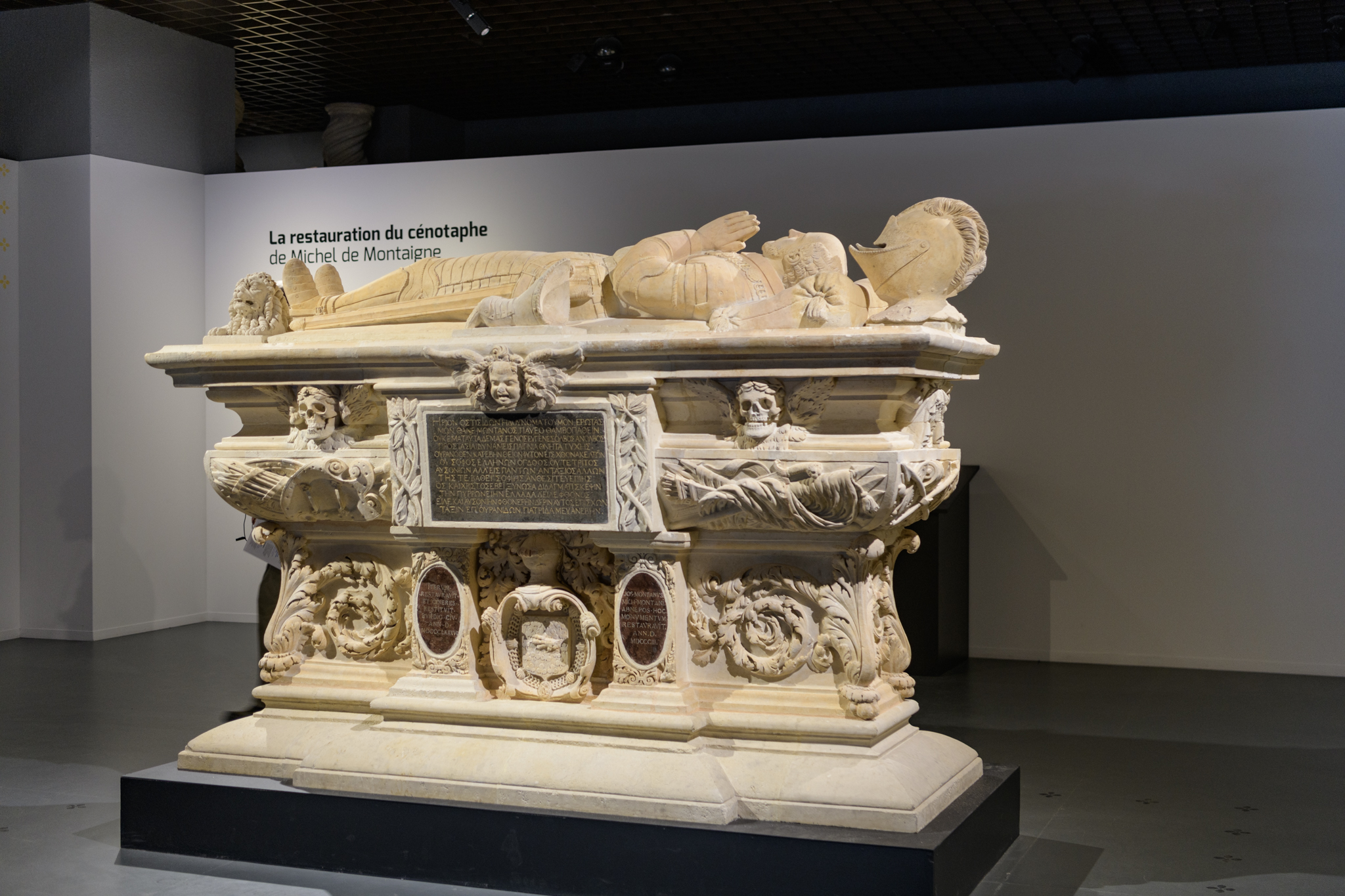
Cénotaphe restauré.
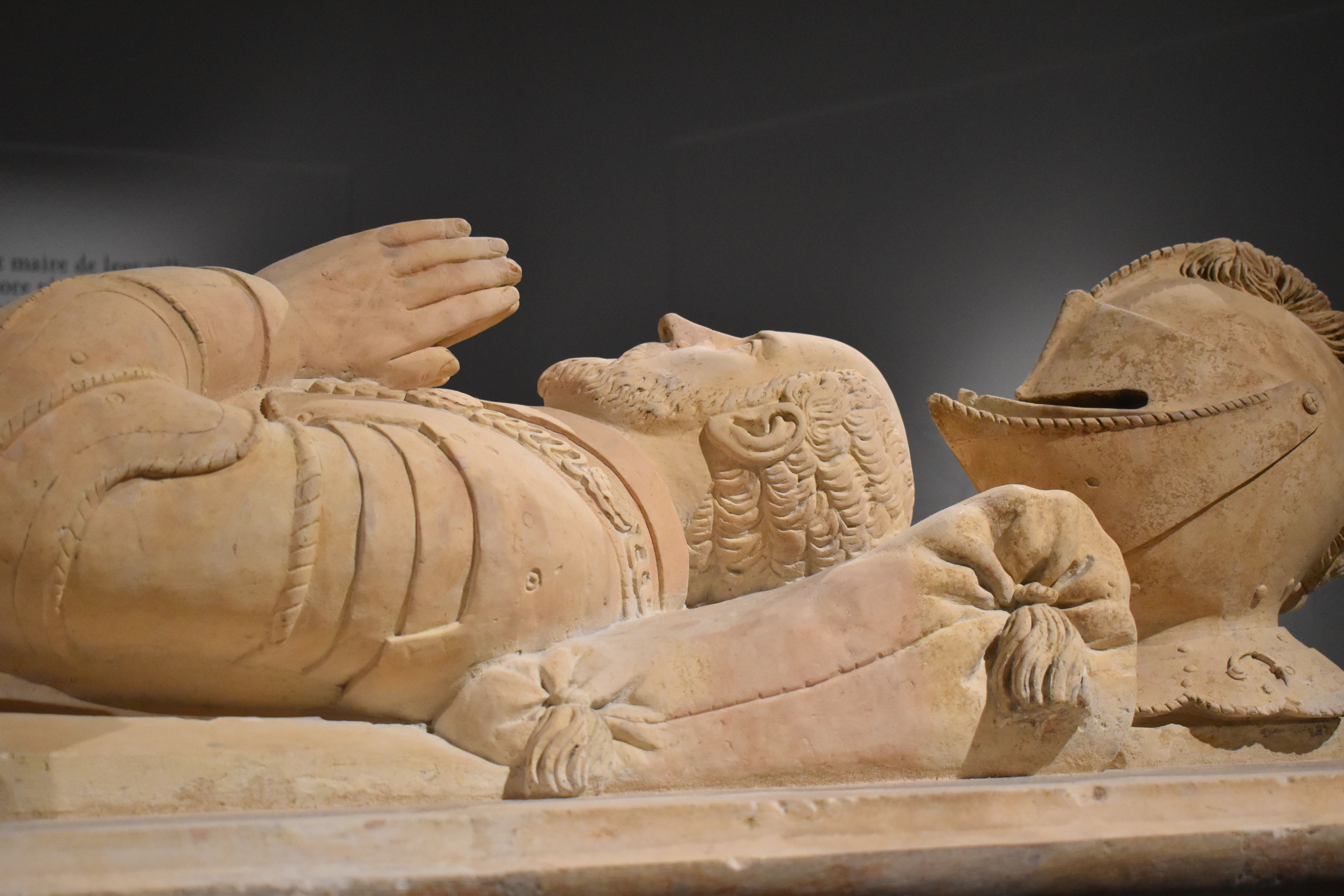
Détail du cénotaphe.
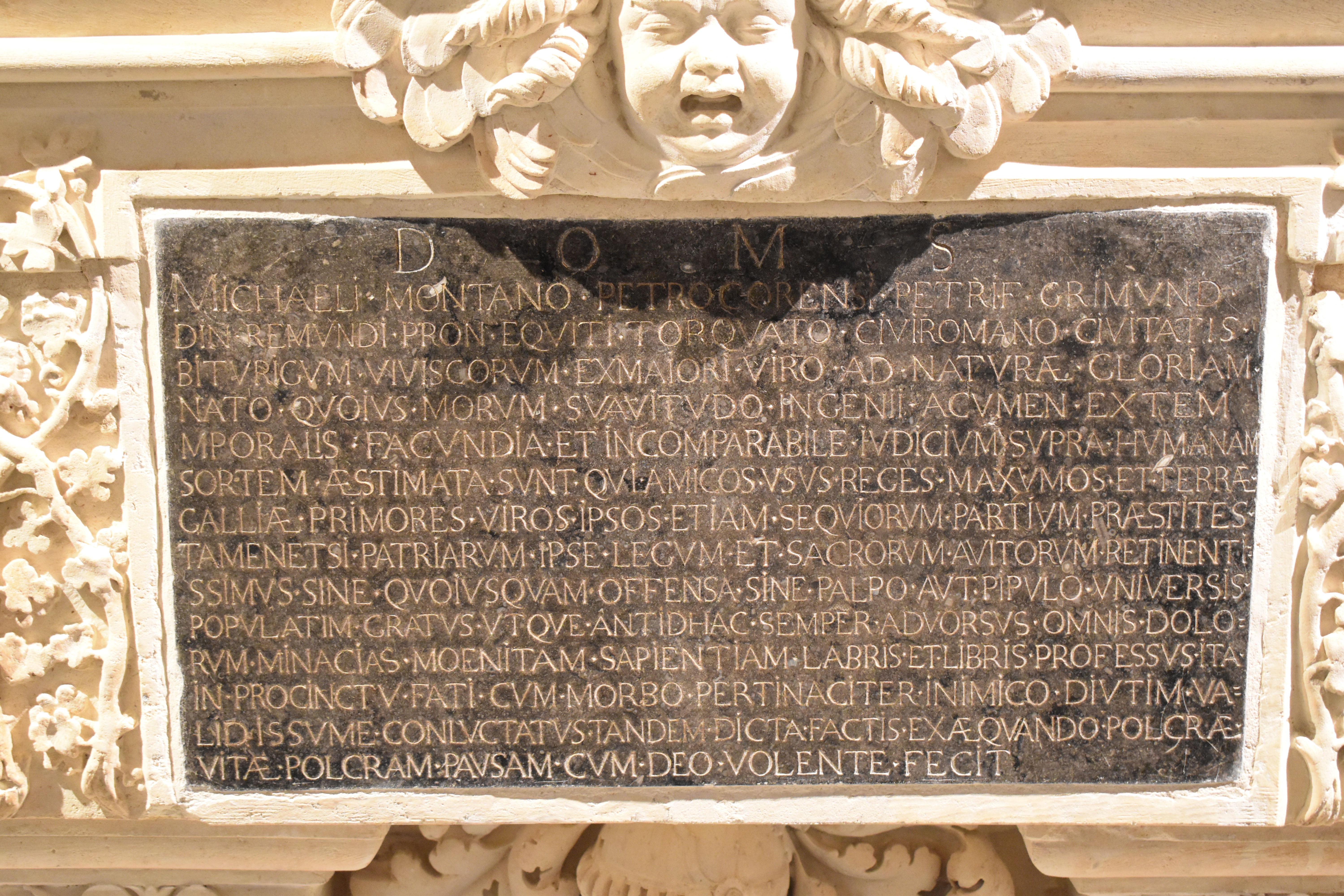
Inscription en latin.
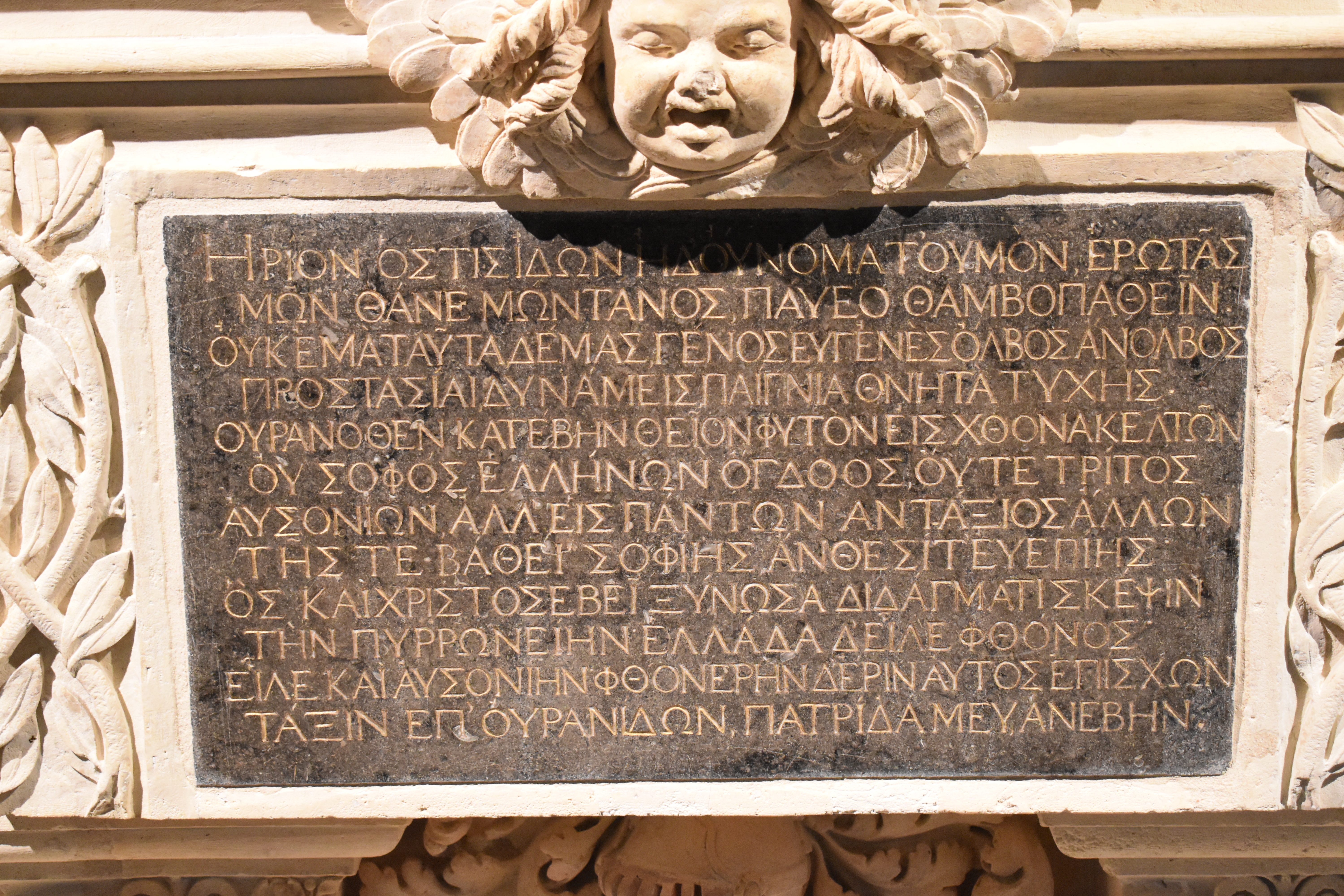
Inscription en grec.
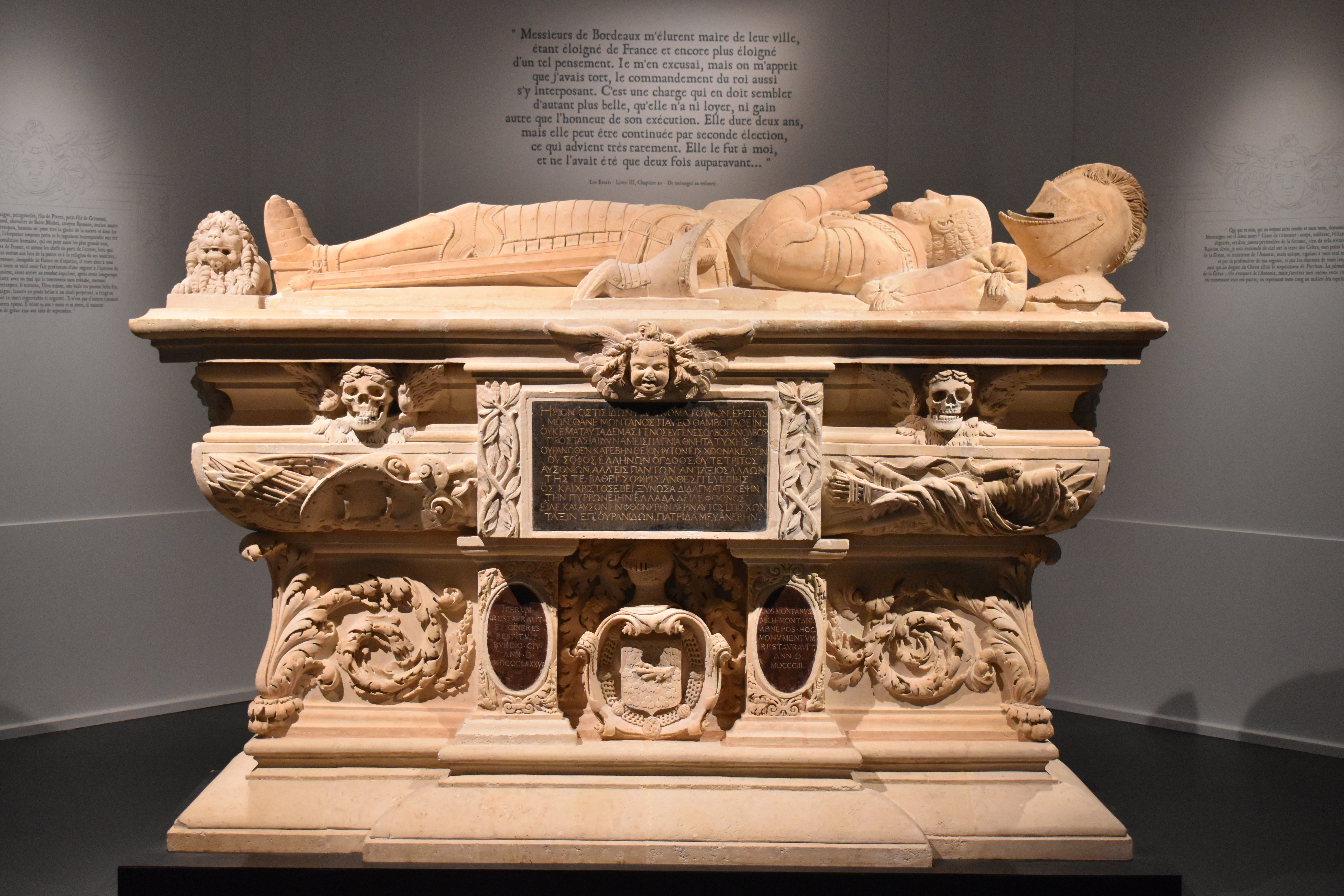
Côté gauche.
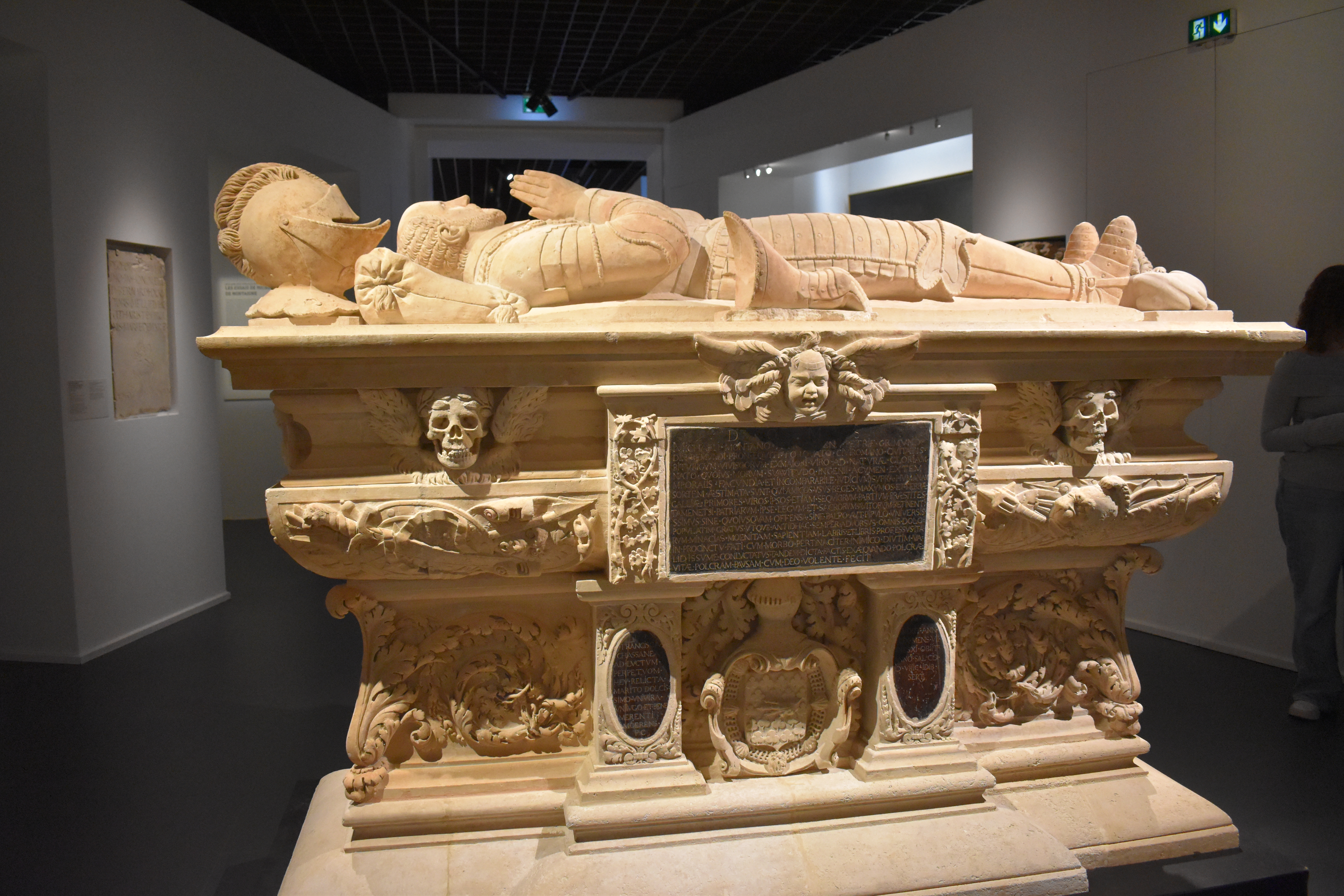
Côté droit.